# Estação Renascer
A Estação Renascer é uma das estações do Sistema de Trens Urbanos de João Pessoa, situada em Cabedelo, entre a Estação Mandacarú e a Estação Jacaré.
Localiza-se na Rua Projetada Mil Trezentos e Setenta. Atende o bairro de Renascer.